# Annosław
Annosław – wieś w Polsce położona w województwie łódzkim, w powiecie rawskim, w gminie Regnów. Główne zajęcie mieszkańców to produkcja owoców, głównie jabłek, śliwek, wiśni, gruszek, porzeczek. W miejscowości znajdują się dwie przetwórnie owoców, budowa trzeciej rozpoczęła się w 2007 r. We wsi znajduje się przedwojenny niemiecki cmentarz ewangelicki, obecnie zaniedbany. 
Wieś prywatna Królestwa Kongresowego, położona była w 1827 roku w powiecie rawskim, obwodzie rawskim  województwa mazowieckiego. W latach 1975–1998 miejscowość administracyjnie należała do województwa skierniewickiego.
Od nazwy miejscowości pochodzi nazwa przystanku kolejowego Annosław, faktycznie położonego na terenie sąsiedniej miejscowości Pągów.